# Lazar Jovišić
Lazar Jovisić est un footballeur serbe né le 18 janvier 1989 à Inđija.

## Carrière
Mis à jour depuis le 1er mars 2009
| Saison    | Club                      | Montant | Division | Matches | Buts |
| --------- | ------------------------- | ------- | -------- | ------- | ---- |
| 2007-2008 | FK Borac Čačak            |         | I        |         |      |
| 2008-2010 | CD Nacional               |         | I        | 0       | 0    |
| 2010-2011 | PSFC Chernomorets Bourgas |         | I        | 0       | 0    |